# Засекин, Пётр Глебович Чёрного
Князь Пётр Глебович Засекин-Чёрный — голова, воевода и наместник во времена царствования Ивана IV Васильевича Грозного.
Сын убитого под Оршей (1514) князя Глеба Давыдовича Чёрного и княгини Варвары, в иночестве Варсонофия.

## Биография
Помещик Ярославского уезда. Годовал третьим воеводой в Васильгороде (1548). В Дворовой тетради записан дворовым, сыном боярским 3 статьи, из Ярославских князей (1550). Наместник в Романове, по царской грамоте не собирал доходов с Ярославского Спасо-Преображенского монастыря (апрель 1550). Голова в походе против "арских людей" под Казанью (май 1556). Второй воевода в Чебоксарах (1557-1558). Голова при первом воеводе передового полка боярине и князе Глинском в Передовом полку, во время царского похода против Девлет-Гирея (март 1559).
Жена: княгиня Ефросиния. От брака имели единственного сына, окольничего Бориса Петровича Засекина (ум.1589). 